# Берёзки (микрорайон)
Берёзки — микрорайон Всеволожска, находится в юго-восточной части города.

## Описание
Самый молодой микрорайон города, включён в границы Всеволожска 12.03.2010, наименования улицам присвоены 18.06.2010.
Микрорайон испытывает проблемы с питьевой водой из-за высокого содержания железа в используемой в настоящее время артезианской воде, в связи с переносом подключения центрального водопровода на более поздние сроки, а также с надежностью электроснабжения.
Конфликты между его застройщиками неоднократно освещались в СМИ.

## География
Расположен на территории ограниченной с запада рекой Лубья, с юга Южным шоссе (автодорога 41К-081), с востока и севера неиспользуемыми землями бывших торфоразработок.
Площадь — 31 га. Высота центра микрорайона — 23 м.
| Ближайшие микрорайоны          | Ближайшие микрорайоны | Ближайшие микрорайоны                     |
| ------------------------------ | --------------------- | ----------------------------------------- |
| Северо-запад: Мельничный Ручей | Север:                | Северо-восток: Промзона «Кирпичный Завод» |
| Запад: Ждановские Озёра        |                       | Восток:                                   |
| Юго-запад:                     | Юг:                   | Юго-восток:                               |

## Инфраструктура
Застройка малоэтажная. 
Внутрипоселковые дороги шириной пятнадцать метров, по обеим сторонам которых обустроены тротуары. От Южного шоссе микрорайон отделен зелёной буферной зоной, ширина которой составляет пятьдесят метров.
Проектом предусмотрено строительство детского сада на 90 мест, теннисных кортов, спортивных площадок, торгового центра с магазином и кафе.
Административно делится на Южный квартал и Лесной квартал.
Согласно генплану Всеволожска, территория микрорайона находится в зоне малоэтажной застройки (до 4 этажей) и граничит с зоной среднеэтажной застройки (5—10 этажей).

## Фото

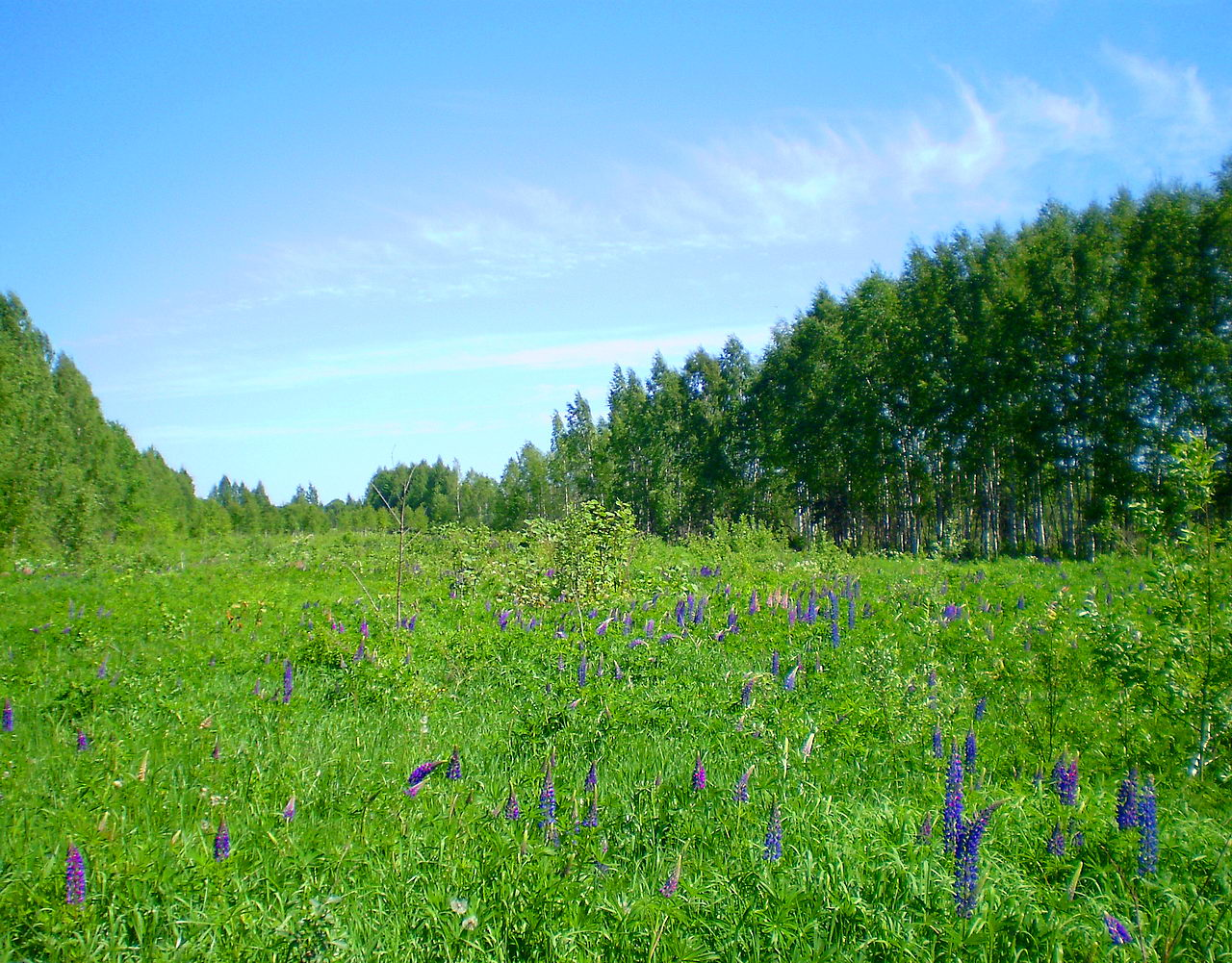
Микрорайон Берёзки. 2011 год

## Улицы
Берёзовый бульвар, Клубничная, Новая, Ольховая, Радужная, Цветочная, Южное шоссе.